# Janowo (Basse-Silésie)
Pour les articles homonymes, voir Janowo.
Janowo est une localité polonaise de la gmina de Wiązów, située dans le powiat de Strzelin en voïvodie de Basse-Silésie.